# ヨシフ・スターリンの台頭
ヨシフ・スターリンは過激な学生として革命人生を開始し、影響力のある党員になり、やがてロシア社会民主労働党ボリシェヴィキの指導者になった。1922年から1953年に没するまでソビエト連邦の共産党中央委員会書記長として務めた。

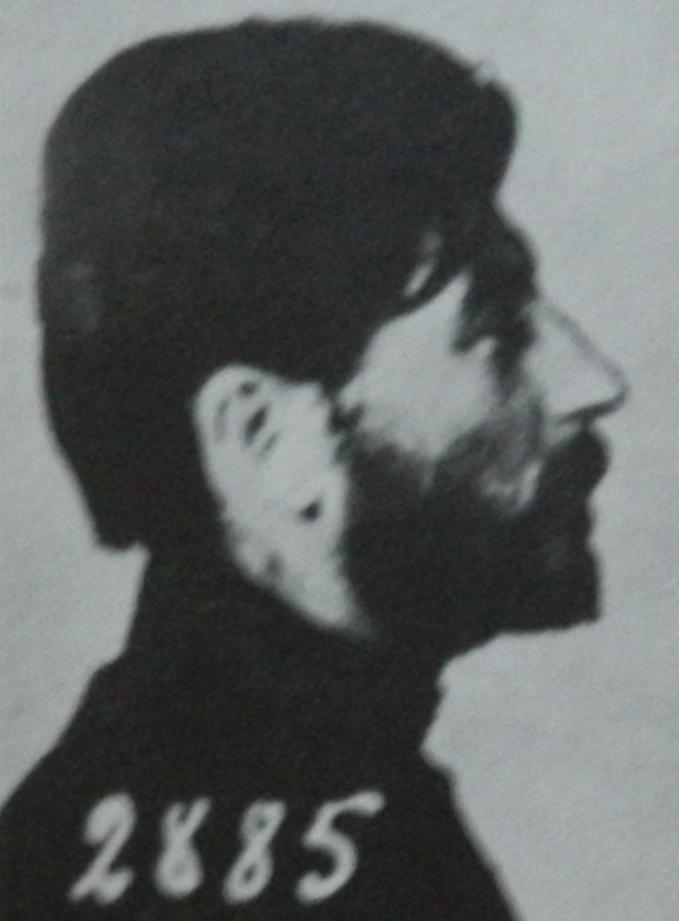
1908年の服役中のスターリン

グルジアのトビリシ神学校で学んでいる間にヨシフ・スターリンはマルクス主義などの左翼政治思想家に触れると政治活動を開始した。急進的な政治文献を所持していることが見つかるとスターリンは1899年に神学校を放校された。放校後は革命活動に専念し、反ツァーリ主義のロシア社会民主労働党（RSDLP）の党員になった。RSDLPがボリシェヴィキとメニシェヴィキに分かれると、スターリンは1905年に遂に会うウラジーミル・レーニン率いるボリシェヴィキに加入した。ボリシェヴィキのために資金を集める任務を任されると、スターリンは犯罪活動に走り、スターリンは1907年チフリス銀行強盗事件の計画と実行で主導的な役割も演じた。
十月革命が起こると、スターリンは民族問題人民委員部の代表に任命された。この地位に加えてロシア内戦とポーランド・ソビエト戦争で軍事上の地位を得た。スターリンはコーカサスの執行部の一人であり強靱な人物で処理能力に長けた忠実な支持者と見るレーニンに接近した。スターリンは反対派への強硬路線を取りながら1921年の赤軍のグルジア侵攻を画策するのに決定的な役割を演じた。グルジアでの成功で1921年後半に政治局員への道を開いた。1922年の第11回ロシア共産党大会 (ボリシェヴィキ)で指導部は党の中央委員会を拡大することを決めた。この決定でスターリンが4月3日に引き受ける書記長職を作ることになった。一時的に有名な閣僚職が与えられなかったことへの失望を示した後でスターリンは間もなく共産党の主要な人物に対して優位になるためにいかに新しい役職を利用するかを知った。会合の方向性を示しながら政治局会合に向けた行動指針を準備した。書記長として自分に忠実な人々の支援網を構築しながら新しい各地の党指導者を任命した。
1922年にレーニンは脳卒中の発作を起こし、彼の健康状態はスターリンとの関係と並んで急速に悪化していった。同じ年にレーニンとトロツキーは党の官僚主義化とスターリンの強まる影響力に対抗するために院内会派を作っていた。1922年後半から1923年前半にかけてレーニンは権威主義的傾向を恐れながら書記長としてのスターリンを排除するよう党に養成する小冊子を書いた。死後に「レーニンの遺書」と言われるようにレーニンはレフ・トロツキーやニコライ・ブハーリン、フェリックス・ジェルジンスキーなどの主要な人物を強く批判した。1924年1月にレーニンが死ぬと、党は混乱状態に陥り、容赦ない権力闘争が始まった。書記長としての職権でスターリンはレーニンの遺書を優先的に知っていて、発表を遅らせた。党への小冊子の公表についてスターリンは書記長職の辞任を申し出たが、この申し出は党がまとまっているとの印象を維持することを願う巨大化した党から強く非難された。地位の保全と共にスターリンは権力を強固にしボリシェヴィキ指導部内の反目を利用することに焦点を当て始めた。多くは党最高機関政治局の党員であったが、対立関係はその枠を超えて広まった。数人のコミッサール（または外国の閣僚）が政治的動揺と同じく党内の人事に関わった。党内の主な派閥はグリゴリー・ジノヴィエフとレフ・カーメネフをまとめる知識人の「左翼」であった。反対派はニコライ・ブハーリンやミハイル・トムスキー、アレクセイ・ルイコフから成る労働組合員の「右翼」であった。レフ・トロツキーは自身の支援者から成るグループを率いた。この党が分裂した状況でスターリンは静かに1920年代を通じて双方との同盟関係を構築する一方で自分の派閥を「中道」の穏健派と色づけた。
この時スターリンはトロツキーの台頭という最大の憂慮に焦点を当てる方向転換をした。スターリンは党組織でトロツキーに反対するためにオールド・ボリシェヴィキのグリゴリー・ジノヴィエフとレフ・カーメネフとの共闘を築いた。十月革命での広く知られた顕著な役割があったことからトロツキーを破ることは困難な仕事であった。更にトロツキーは赤軍を発展させロシア内戦では不可欠な役割を演じていた。「黄金の中心」として現れる意図でスターリンが非常に急速に行った一方でジノヴィエフとカーメネフは公にトロツキーと反目していた。トロツキーに対するスターリンの敵意は政治的かつ個人的なものであった。公教育が不足していることを嘲り革命家として役立つか疑問視していたトロツキーは度々スターリンを冷遇した。思想面ではスターリンの「一国社会主義論」はトロツキーの「永続革命論」と著しい対照をなしていた。それにも関わらずトロツキーの失脚はすぐに起こり、まず軍事及び海軍担当コミッサールを解任され（1925年1月）、それから政治局から除名され（1926年10月）、1927年10月に中央委員会の職務を失った。スターリンは1927年11月に共産党から追放し1928年にカザフスタンのアルマアタに送った。そして1929年にトロツキーはソビエト連邦から追放され、残りの人生を亡命して過ごした。
トロツキーが権力から排除されると共にスターリンがジノヴィエフやカーメネフと行った協力関係は解消した。その際スターリンはジノヴィエフやカーメネフを弱体化させるブハーリンやトムスキイ、ルイコフとの協力関係を築きながら党内右翼との協力関係を築く方向に転換した。書記長としての地位を利用しながらスターリンは忠誠を誓う人々でソビエト事務局を埋め尽くし始めた。レーニンの死後にスターリンはレーニン主義思想に関する講義を行うためにソビエト連邦各地を旅行し始め、レーニンの後継者として自分を形作り始めた。1920年代が過ぎるとスターリンは共産党内の批判を排除するのに自分の地位を利用し、党の掌握を強化した。スターリンの党内右翼との協力関係はスターリンがネップを否定して第一次五カ年計画と共に進むことを決定すると終わった。スターリンは遂に1928年までに党内の反対派を破り、党内の権力闘争を終わらせた。1929年から党と国家に対するスターリンの指導はしっかりと構築され、その死までソビエト連邦の明白な指導者であり続けた。

## 背景
1913年-1917年にシベリアへ追放される前にスターリンは細胞を組織し戦略的宣伝活動を広め犯罪を通じて資金集めをするコーカサスのボリシェヴィキ活動家の一人であった。スターリンは武装強盗や強請、暗殺、武器調達、誘拐に関わる犯罪集団の組織も作った。モンテフィオーレによるとスターリンは狙撃手「カモとツィンツァゼ」と繋がりを持ったが護衛を通じて残りの構成員に正式の命令を発した。モンテフィオーレはこの形成期のスターリンをテロを行うギャングとも表現した。スターリンはやがてレーニンの側近になりボリシェヴィキ幹部の最高位の階級を手に入れた。筆名スターリンは「鋼鉄の手の男」を意味している。ソビエトに全権力が移行した十月革命が1917年11月7日（旧暦1917年10月25日）にロシアの首都ペトログラートで発生した。
続くロシア内戦でスターリンは様々なロシア軍将校との関係を築き、やがて自身の軍事上の権力を獲得した。容赦なく反革命分子と盗賊団を抑圧した。内戦に勝利するとポーランドを手始めにウクライナで赤軍と戦っているヨーロッパに革命を拡大する方向に進んだ。ウクライナや後にはポーランド自体での統合司令官としてスターリンの戦時中の行動は後にレフ・トロツキーなど多くの人から批判された。

## グルジア侵攻と書記長
1920年後半にロシア内戦後の社会の危機と共にレフ・トロツキーは労働組合が更に更に労働者の国家に組織され労働者の国家は完全に産業部門を支配すべきと主張した。レーニンの立場は労働組合は労働者の国家に付随するとする立場で、「官僚主義的に労働組合に干渉するもの」としてレーニンはトロツキーを批判する点で違った。労働組合からの反発を恐れながらレーニンはスターリンに官僚主義に対抗する労働者農民視察委員部 (ラプクリン)に支援拠点を作るよう依頼した。レーニンの派閥は結局1921年3月の第10回党大会で広まった。危機の時代と見る時期の共産党内で小競り合いする派閥に苛立ちながらレーニンは正式な中央委員会の政策に反対することを禁じる案（ソビエト連邦共産党内の派閥の禁止、スターリンが後に政敵を追放するのに悪用する法律）を説得して第10回大会に可決させた。
スターリンはグルジアが最大のメニシェヴィキの拠点であった時期の1921年の2月と3月に赤軍のグルジア侵攻を画策するのに決定的な役割を演じた。侵攻後はスターリンは反ソビエトの示威運動（1924年の8月蜂起）に言及することなくボリシェヴィキへの反対意見や地元の共産党内の反対意見（例：1922年のグルジア問題）に対する強硬な抑圧などのグルジア・ソビエト社会主義共和国に対する中央集権政策である強硬路線を採用した。スターリンがまず強みを発揮したのはグルジア問題であった。しかしレーニンはソビエトの全加盟国がロシアに吸収され服従するよりもロシアと対等であるべきだと考えたのでスターリンのグルジアに対する政策を好まなかった。
グリゴリー・ジノヴィエフは成功裏に1922年3月にスターリンを書記長に任命し、スターリンは1922年4月3日に正式に書記長職に就いた。スターリンは自分の仕事を部下に任せることに合意したが、依然オルグブロや労働者農民視察委員部 (ラプクリン)、民族問題に関するコミッサールに留まった。この権力で着々と権力のある地位に支持者を任命していった。

## レーニンの引退と死

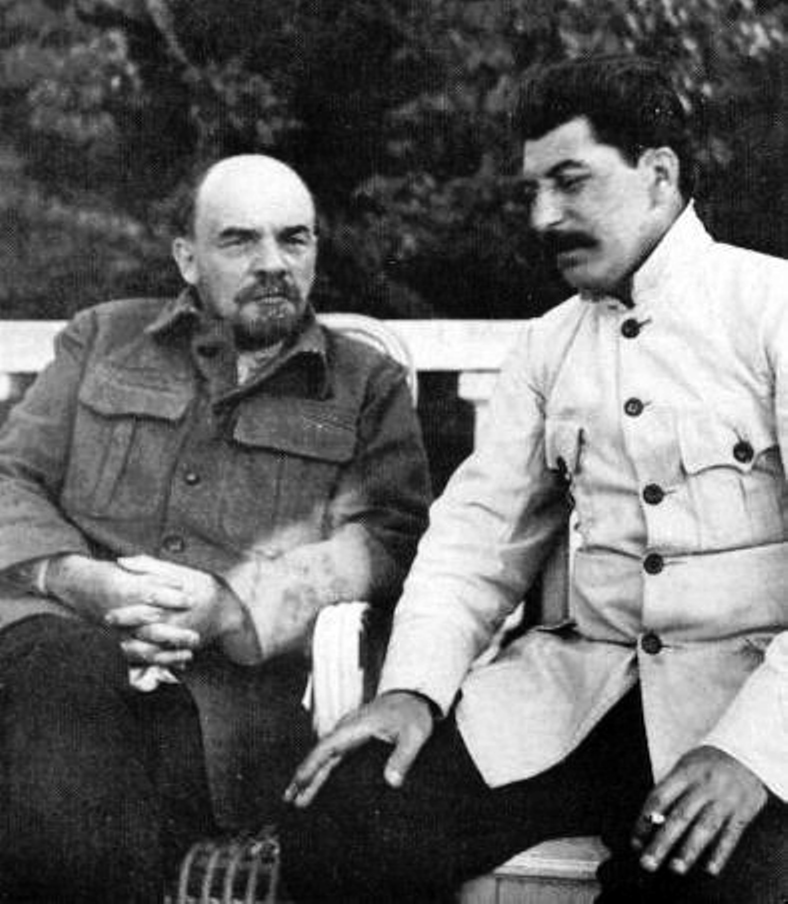
1922年にゴールキのダーチャにいる病気のレーニンを訪れるスターリン

1922年5月25日にレーニンは1918年8月の暗殺未遂以降首に撃ち込まれていた弾丸を除去する手術から生還する一方で脳卒中になった。酷く衰弱し、半ば引退してゴールキのダーチャに移住した。この後著名なボリシェヴィキはレーニンが実際に死んだら誰が後を継ぐかに関心を寄せた。レーニンとスターリンは政治的な関係の方が深かった一方でレーニンとトロツキーは個人的かつ理論面での関係の方が深かった。依然として外部の世界との仲介役として活動しながらスターリンは足繁くレーニンを訪れた。この時期二人は経済政策とソビエトの共和国を統合する方法について口論した。ある日政治についてレーニンがトロツキーらと連絡を取るのを助けることで政治局命令を破るためにスターリンはレーニンの妻ナデジダ・クルプスカヤに口先だけの誓いをし、このことは大いにレーニンの感情を害した。二人の関係が悪化したので、レーニンは遺言となる文書でスターリンに関して益々けなすメモを口述筆記させた。
レーニンが本当にこの手紙の筆記を口述させたのか論争されてきた。歴史家スティーヴン・コトキンはトロツキーと力を合わせて作業しながらクルプスカヤがスターリンを貶め政府の役職から排除する目的で書いた可能性があると見ている。しかし殆どの歴史家はこの文書がレーニンの視点を正確に表していると考えている。様々な歴史家はトロツキーを国家元首の後継者とするつもりであった証拠としてレーニンがトロツキーをソビエト連邦副議長に任命する提案をしたことを挙げている。
歴史家ジェフリー・ロバーツによるとソビエトの誰もが当時この文書が本物であると疑わなかった。スターリン自身が遺言の全節を引用し「確かに、同志諸君、無作法にも不誠実にも党を破壊し分裂させる輩に無作法である。私はこのことを隠してこなかったし、今もしていない。」と意見を述べたと記した。この覚え書きはスターリンの無作法な礼儀作法や過度の権力、野心、政治を批判する情報を含んでいて、スターリンは書記長職から排除されるべきであると提案した。内容に衝撃を受けたレーニンの秘書の一人がスターリンにこのメモを見せた。1923年3月9日にレーニンは最も衰弱させる脳卒中を発し、政治人生を終わらせた。
レーニンが半ば引退している間にスターリンはトロツキーに対抗して1922年5月にレフ・カーメネフやグリゴリー・ジノヴィエフと三頭政治同盟を築いた。この同盟はレーニンの遺書が第12回党大会に明らかにされるのを妨げた。ジノヴィエフとカーメネフはスターリンの権力と政策の一部に当惑したが、トロツキーの派閥に対抗しトロツキーが権力闘争でレーニンの後継者になる可能性を妨げるためにスターリンの助けが必要であった。 
レーニンは1924年1月21日に死亡した。スターリンは葬儀を執行する栄誉を与えられた。レーニンの死によりスターリンは正式に与党共産党とソビエト連邦自体を指導する後継者と認められた。レーニンの意志に反して豪華な葬儀が執り行われ、死体は防腐処理が施され、公開された。カーメネフとジノヴィエフの影響力のせいで中央委員会はレーニンの遺書は公開すべきではないと決定した。1924年5月の第13回党大会で地方代表団の幹部にだけ読み上げられた。トロツキーはレーニンの死後間もなくに軋轢を生むような行為を欲せずスターリンの排除を要求する機会をつかまなかった。
スターリンの秘書ボリス・バジャノフに依るとスターリンは表向きは悲嘆の表情を見せた一方でレーニンが死んだことに歓声を上げた。

## トロツキーの失脚

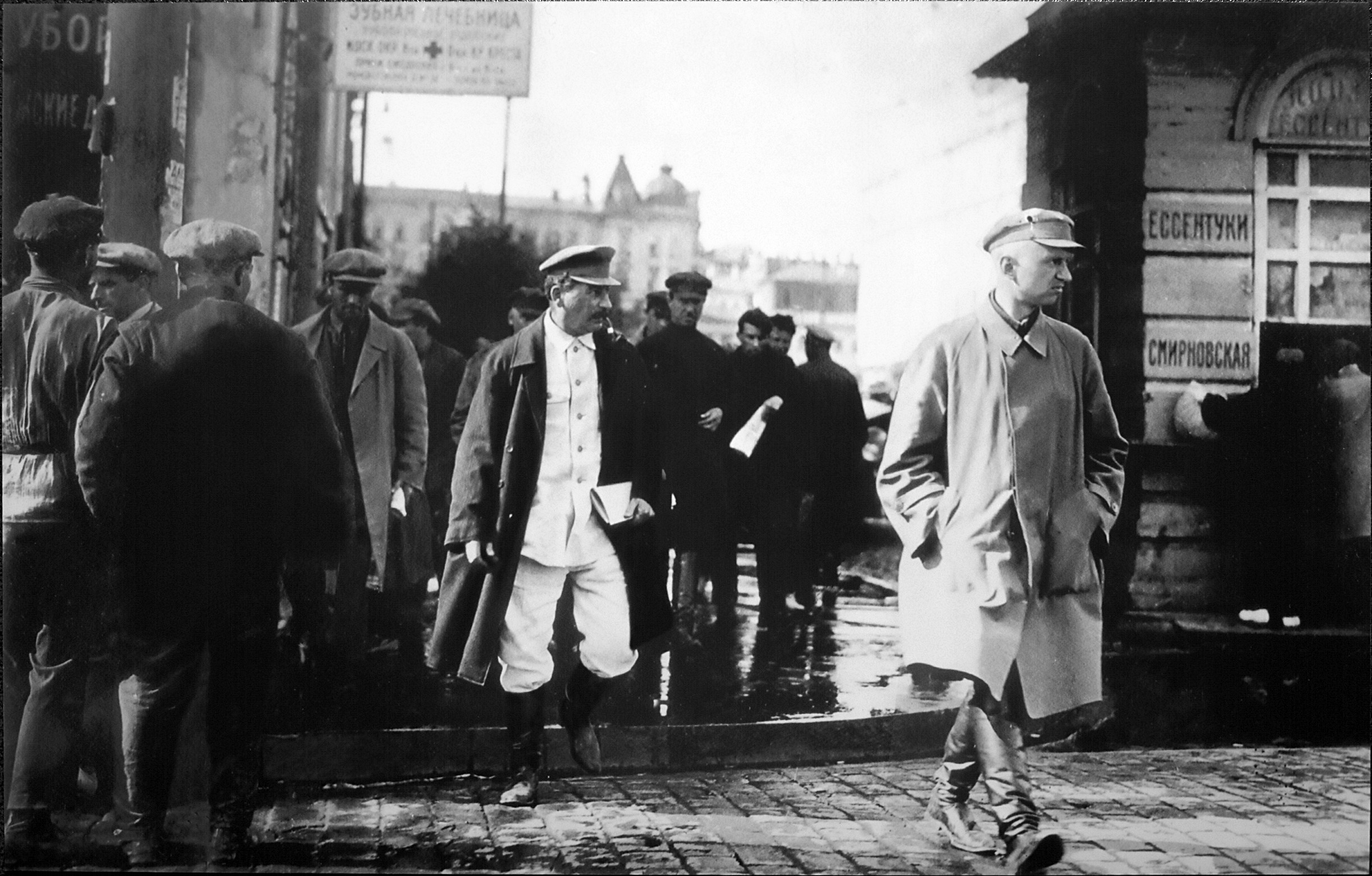
1920年代にモスクワの街を歩くスターリン

レーニンが死んで数か月でスターリンのジノヴィエフやカーメネフとの論争は激化した。三頭政治は1924年と1925年前半を通じて影響力を残したとはいえジノヴィエフとカーメネフは革命の理論家としてスターリンを余り評価せず、トロツキーや左翼反対派に対抗して公に援助していたその時にしばしば個人的にけなした。この場合スターリンは政治状況が向かうところに用心深く、特にジノヴィエフが1925年1月にトロツキーを共産党から追放するよう要求した際にはしばしばトロツキーに対するジノヴィエフの変わりやすい論法は行き過ぎと感じていた。スターリンはジノヴィエフの要求に反対し、上手に穏健派の役割を演じた。この時スターリンはスターリンが第13回党大会で政治局に引き上げたニコライ・ブハーリンや右翼反対派と更に連合しようとしていた。スターリンは1924年10月にブハーリンが程なくしてお墨付きを与えるために綿密に仕上げる一国社会主義論を提案した。ジノヴィエフとカーメネフは突然社会主義が国際的に到達できるのみであるとする自分達の要約について三頭政治が崩壊することになる1925年4月の第14回党大会で少数派になったことに気付いた。このことでスターリンとブハーリンの連合が強化された。
ロゴヴィンによるとジノヴィエフは後にカーメネフと自分が第13回大会でレーニンの遺書で譴責されて失脚するのを防いだことを思い起こさせながら「スターリン同士は何に感謝するか知っているのか」と言ってスターリンを非難することになる。スターリンは「しかし勿論知っている。とても良く知っている。犬を苦しめる病気だ。」と言って応じた。
1925年までにトロツキーの外交政策は不名誉な結果になった。ドイツの革命運動やその他の運動は全て失敗していた。更にこの革命運動は西ヨーロッパでのファシズムの台頭を助長する反共ムードに繋がった。しかし与党のトロイカへのトロツキーの反対と批判は外国の共産党の中央委員数人から支持された。ここにはウクライナソヴナルコム議長フリスティアン・ロコフスキイやフランス共産党のボリス・スヴァリン、マクシミリアン・ホルウィッツやマリア・コシュツカ、アドルフ・ワルスキのような著名な理論家に率いられたポーランド共産党中央委員がいた。
トロツキーが1925年はしつこい病で殆ど表舞台に出なかったのに合わせてジノヴィエフとカーメネフはこの時スターリンに対する新しい反対派を結成した。1925年12月の第14回党大会でスターリンは公の席で共産党からトロツキーを追放するのに自分の援助を求めたことを明らかにしながらカーメネフとジノヴィエフを攻撃した。スターリンが暴露したことで特にジノヴィエフは共産党内の多くの人から大きな不評を買った。トロツキーはこの大会を通じて沈黙を守った。
1926年前半にジノヴィエフとカーメネフは連合反対派として知られることになる連合を結成しながらトロツキーと左翼反対派に接近した。連合反対派はその他に表現の自由の拡大と官僚主義の縮小を要求した。1926年10月にスターリンの支持者はトロツキーを政治局から追放する投票を行った。

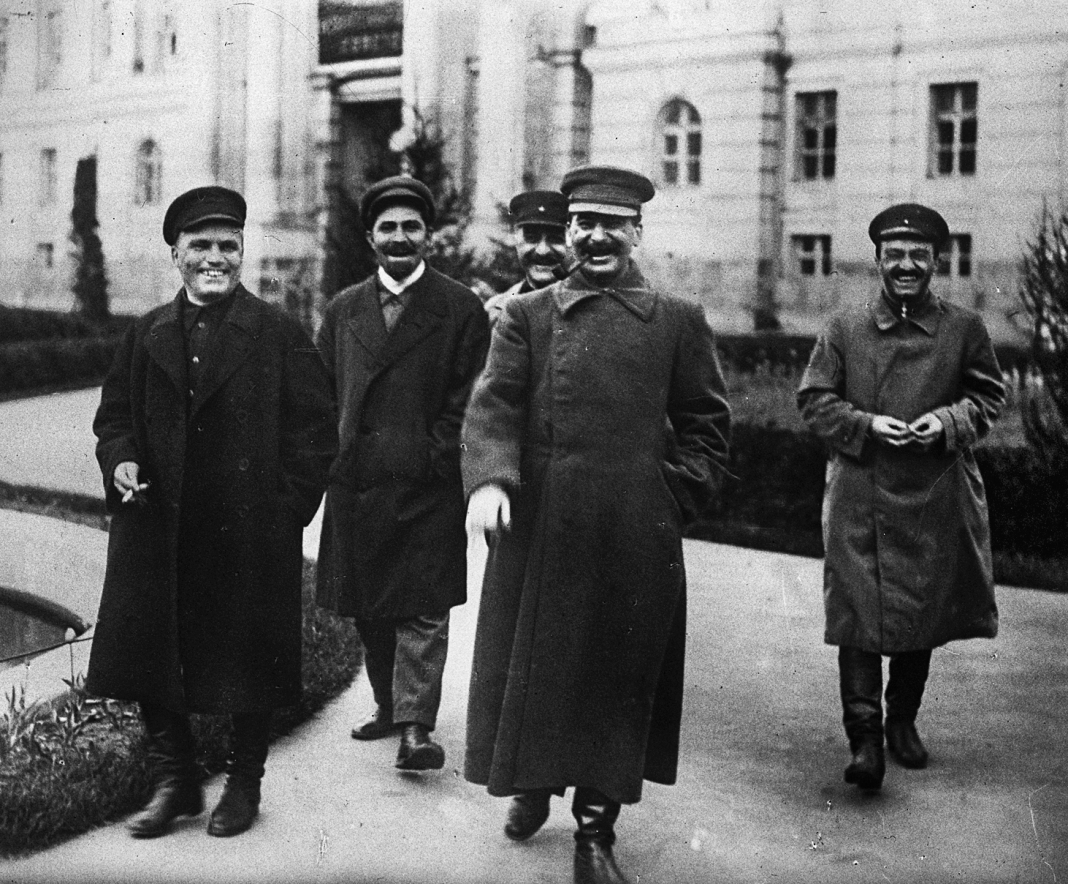
1932年のメーデーの行進後のクレムリン敷地内のセルゲイ・キーロフとラザル・カガノヴィッチ、セルゴ・オルゾニキゼ、ヨシフ・スターリン、アナスタス・ミコヤン

1926年と1927年に中国革命に対するソビエトの政策はスターリンと連合反対派の間の思想上の境界線になった。中国革命は1911年10月10日に始まり、1912年2月12日に中国皇帝愛新覚羅溥儀が退位することになった。孫文は中華民国を建国した。しかし実際は中華民国は国土の極僅かしか統治していなかった。中国の多くは様々な軍閥に分割されていた。中華民国政府は新しい「民族主義の人民軍と全国の人民の党」中国国民党を創立した。1920年に中国国民党はソビエトロシアとの関係を構築した。ソビエトの援助で中華民国は民族主義の人民軍を建軍した。民族主義の軍隊の発展と共に北伐で中国北部の軍閥の力を粉砕することが計画された。この北伐はスターリンとトロツキーの間の争点になった。スターリンはソビエト型の労働者階級の革命をもたらすことを考える前にブルジョア革命をもたらす中国国民党（国民党）に加わるよう小規模な中国共産党を説得しようとした。スターリンは中国の愛国的な国民解放軍全軍と共に国民党のブルジョアジーが中国の西側帝国主義を破ると信じた。
トロツキーは中国共産党が正当なプロレタリア革命を完遂し国民党から明確に階級上の独立をすることを望んだ。スターリンは北伐に際して国民党に資金提供した。スターリンは蔣介石が豊かな商人から資金を得て蒋の部隊が捨てられる前のレモンのように全てを使うために圧搾するまで利用されることになる蔣介石の国民党右派が帝国主義を破れる唯一のグループであるという秘密演説を行うことでトロツキー派の批判に反撃した。しかし蔣介石はすぐに北伐半ばの上海での共産党虐殺により上海クーデターでの立場がひっくり返った。
中国の悲劇的な事件が中国革命に対するスターリンの接し方へのトロツキーの批判が正しかったことを完全に証明した一方で、共産党やソビエト連邦のスターリンやその仲間を打ちのめしたこの士気喪失と共にこの些細なことはソビエト大衆が中国の社会主義革命にとってこのような大きな揺り戻しに感じる士気喪失に匹敵した。連合反対派に対する攻撃は不安定かつ獰猛に増大した。反対派の労働者の殆どと同じくカーメネフとジノヴィエフのグループの多くの支持者は増大する圧力で変節しスターリンを支持しながら1927年半ばまでに連合反対派を離れていた。トロツキーやカーメネフ、ジノヴィエフは益々孤立してゆき1927年10月に中央委員会から追放された。
十月革命10周年の1927年11月7日に連合反対派はウラジーミル・レーニンの未亡人ナデジダ・クルプスカヤと共にモスクワの赤の広場でデモを行った。1927年11月12日にトロツキーとジノヴィエフは共産党自体から追放され、1927年12月の第15回党大会でカーメネフが続いた。カーメネフがトロツキーとジノヴィエフの追放のために連合反対派のスポークスマンとして活動した大会で連合反対派は共産党の小さな少数派以上の支持が得られず、大会が連合反対派の意見は共産党と相容れないものであると宣言した後で追放された。

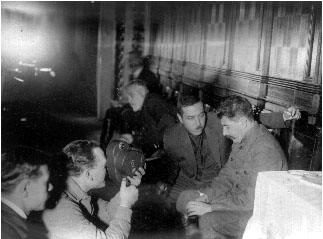
1928年にソビエト連邦中央執行委員会委員（ガザンファル・ムサベコフ）と話すスターリン

トロツキーが共産党からの追放と続く亡命後スターリンへの反対を貫く一方でジノヴィエフとカーメネフは時を置かず屈服し支持者に真似をするように呼び掛けた。二人は間違いを認める公開状を書き、6か月の冷却期間をおいて共産党に再入党した。決して中央委員になることはなかったが、ソビエト官僚組織の中堅にはなった。カーメネフとジノヴィエフは1928年夏のスターリンとの短く不運な闘争の初めにブハーリンから歓心を得ようとした。この動きは間もなくスターリンに報告され、後に党派主義の証拠としてブハーリンに使われた。以前にも増してスターリンに反対するトロツキーは1928年1月にアルマトイに追放され、1929年2月にはソビエト連邦自体から追放され、トルコに追放された。追放されてからトロツキーが1940年8月にスターリンの命令でメキシコで暗殺される直前までトロツキーはスターリンへの反対を続けた。

## スターリンの右傾化

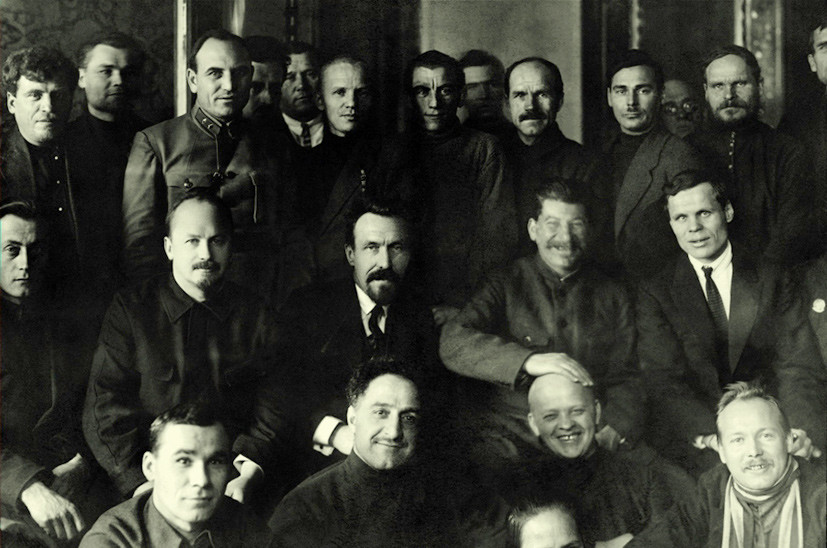
第12回党大会でのニコライ・ブハーリン やアレクセイ・ルイコフと写るスターリン（前列中央： オルジョニキーゼとコシオール、後列右から2番目：エイヘ）

連合反対派が1927年12月に禁止されると、クラークやネップマンは大胆になりその後の数か月でソビエト政府に更に強力な経済的な圧力を及ぼした。スターリンは自らクラークからの穀物備蓄の収奪を監督するシベリアを旅行した。共産党員の多数が穀物収奪を支持したが、ブハーリンとルイコフ首相は憤慨した。ブハーリンはクラークの富に依拠する急速な工業化に向けたスターリンの計画を批判し、レーニンのネップに戻ることを主張した。ブハーリンはスターリンに反対する共産党の高官の十分な支持を集められなかった。1928年の後半までに穀物供給が決定的に不足したことでスターリンに農業集団化を推し進めさせることになった。スターリンはブハーリンや右翼反対派と不和になるが左翼反対派が禁止される前に主張したことに近いと見られる立場である農業集団化と経済の中央管理を推し進め始めた。スターリンはファシズムと資本主義の傾向があるとしてブハーリンを非難した。他の政治局員はスターリンの側に立ち、マルクス＝レーニン主義理論からの「右翼逸脱者」とブハーリンにレッテル張りをした。ブハーリンは1929年11月に政治局を除名された。
スターリンの農業政策は同僚の政治局員ミハイル・カリーニンからも批判された。1930年夏にスターリンは愛人に使った国費はカリーニンが横領したと暴露した。カリーニンは許しを請い事実上スターリンの言いなりになった。1930年9月にスターリンはブハーリンの同僚の反対派ルイコフ首相の解任を申し出た。他の政治局員はスターリンに同意しヴャチェスラフ・モロトフの任命を支持した。12月19日に中央委員会はルイコフを解任しモロトフに交代させた。
1930年以降スターリンは目立たない反対派を探し続けたが共産党内の公然としたスターリン批判はほぼ見られなかった。スターリンはグリゴリー・オルジョニキーゼやラーザリ・カガノーヴィチ、ヴャチェスラフ・モロトフ、クリメント・ヴォロシーロフのような忠実な仲間を通して政治局（共産党の政策立案部局）を牛耳った。

## 妻の死
1932年11月9日の夜にスターリンの妻ナジェージダ・アリルーエワは寝室で心臓を拳銃で撃ち自殺した。スターリンは別室で寝ていたために死んだことは翌朝まで分からなかった。スキャンダルを避けるためにプラウダは死因を虫垂炎と報じた。偶然漏洩することを避けるためにスターリンは子供達に本当のことは語らなかった。

## 大テロル

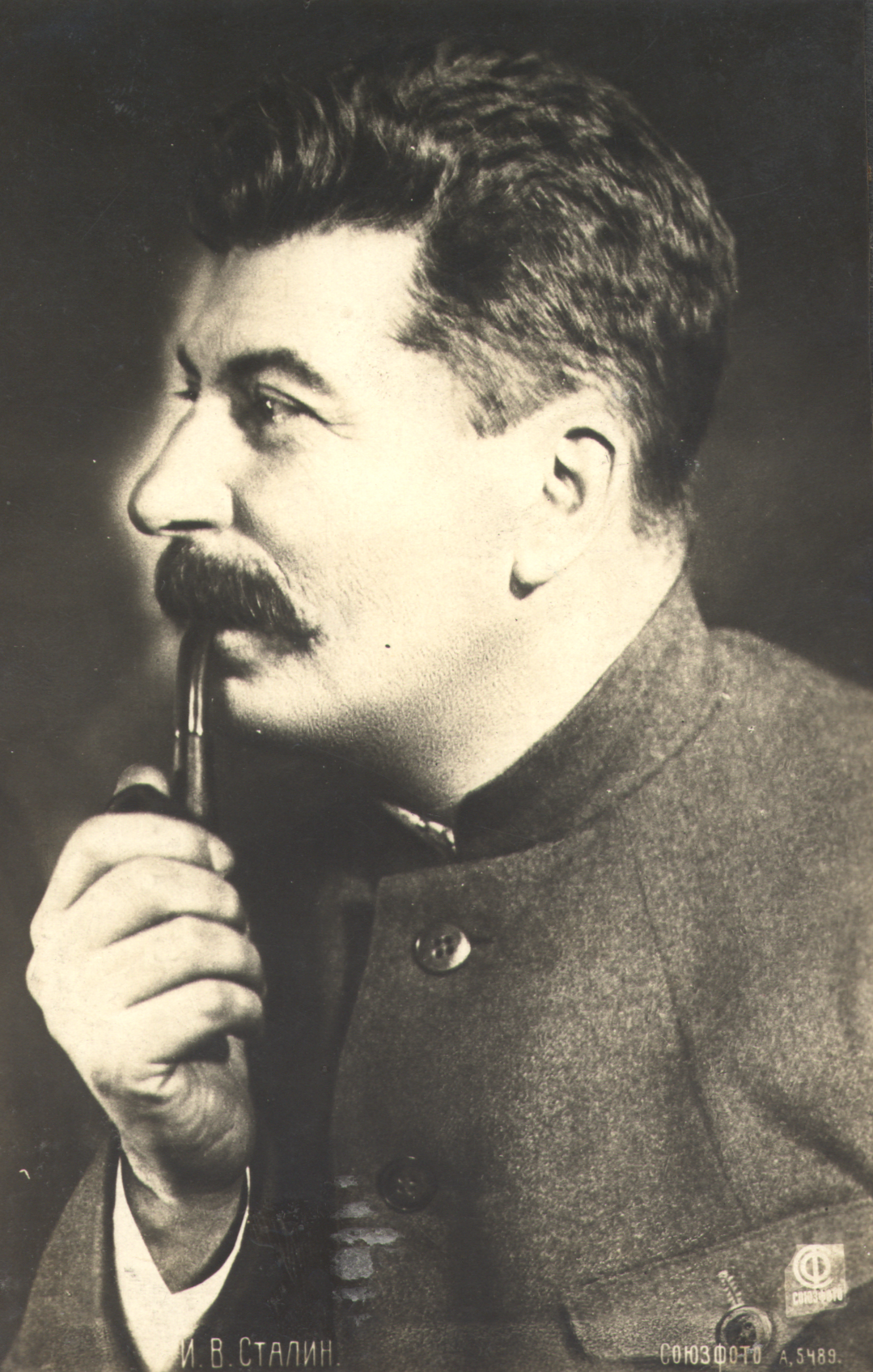
1935年のスターリン

1934年12月1日にセルゲイ・キーロフがレオニート・ニコラエフにより殺害された。この大衆的な高位の政治家の死はロシアに衝撃を与え、スターリンはこの殺害を大テロルの始まりと捉えた。事件後、数時間以内にスターリンはグリゴリー・ジノヴィエフとその支持者がキーロフ殺害に責任があると宣言した。レフ・カーメネフとジノヴィエフが逮捕され、尋問が行われた。2人とも長い刑期と拷問を免れるためにキーロフ殺害の政治的・道義的責任を自白した。1935年1月にジノヴィエフは10年の刑を宣告され、カーメネフは5年の刑を言い渡された。スターリンは司法権の及ばない刑罰を目的としてトロイカの設立を承認した。1935年4月にカーメネフの刑期は更に5年追加され、全部で10年の刑になった。カーメネフやジノヴィエフに関わりのある数百の反対派が逮捕されシベリアに追放された。1935年後半にスターリンは事件を蒸し返した。カーメネフとジノヴィエフは再捜査され、追放されたトロツキーは今度はキーロフ殺害の首謀者とされた。モンテフィオーレの主張にあるように1936年7月にスターリンは（NKVD長官ゲンリフ・ヤゴーダを通じて）カーメネフとジノヴィエフにトロツキーと共謀したと自白すれば家族が処刑されたり迫害されることはないと約束した。スターリンの約束は暫くして破られた。数週間後に審理の後カーメネフとジノヴィエフは共に1936年8月25日に処刑された。
スターリンの粛清の急先鋒は熱烈なスターリン主義者で暴力的な抑圧の信奉者であるニコライ・エジョフと呼ばれるコミッサールであった。ニコライ・エジョフはポーランド人のように全国民と同じく嘗ての反対派全員を含む容疑者のリストを拡大させ続けた。
スターリンはオールドボリシェヴィキやポーランド人、ユダヤ人、ラトビア人のように信用していない民族で満たされているソビエトの秘密警察内務人民委員部を信用しなかった。1936年9月にスターリンは内務人民委員部長官ゲンリフ・ヤゴーダを解任し、1936年後半から1938年後半までのスターリンの大粛清の最も残酷な弾圧時代をエジョフが監督する中で更に攻撃的で熱心なニコライ・エジョフに交代させた。
1937年6月にトロツキスト反ソビエト軍事組織事件が起こった。ミハイル・トゥハチェフスキー海軍将軍と（捜査が始まる前に自殺したヤコフ・ガマリニクと同じく）赤軍の上級将校イオナ・ヤキールやイエロニム・ウボレヴィッチ、ロベルト・エイデマン、アヴグスト・コルク、ヴィトフト・プトナ、ボリス・フェデルマン、ヴィタリー・プリマコフが反ソビエト共謀罪で告発され、死刑判決を受け、評決がソビエト連邦最高裁判所の特別法廷（специальное судебное присутствие）から行われてすぐの1937年6月11日から12日の夜に処刑された。法廷はヴァシリー・ウルリヒが裁判長を務め、海軍将官のヴァシーリー・ブリュヘルやセミョーン・ブジョーンヌイ、陸軍司令官のヤコフ・アルクスニス、ボリス・シャポシニコフ、イワン・パンフィロヴィッチ・ベロフ、パーヴェル・ドゥイベンコ、ニコライ・カシーリンが含まれた。ウルリヒとブジョーンヌイ、シャポシニコフだけが続く粛清を生き延びることになる。トゥハチェフスキーの審理は続く赤軍の大規模な粛清の引き金になった。1938年9月に国防担当人民コミッサールヴォロシーロフは3万7761人の将校とコミッサールが軍を解任され、1万868人が逮捕され、7211人が反ソビエトの罪で有罪となったと報告した。

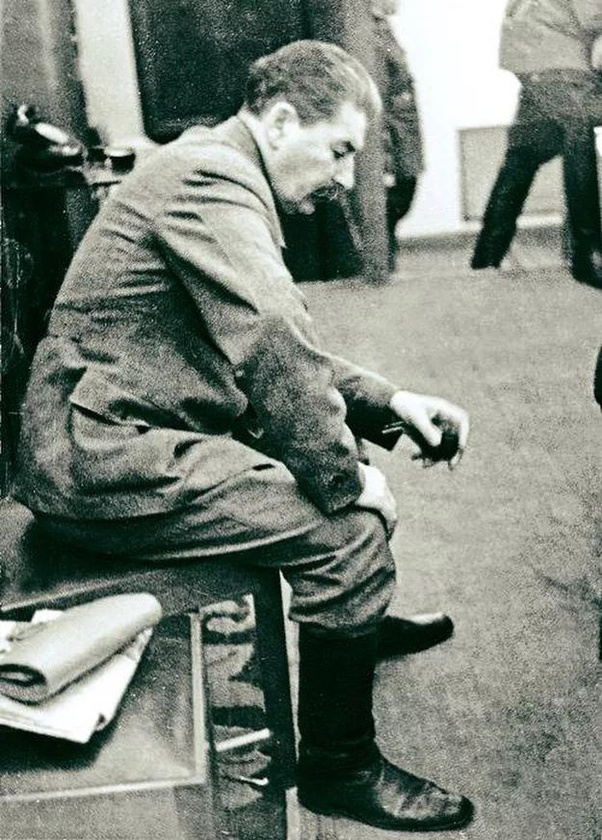
第18回大会の休憩中のスターリン

1928年-1929年にスターリンと仲違いしてからブハーリンはスターリンに宛てて絶え間なく悔恨と賞賛の手紙を書いていた。しかし内密にブハーリンはスターリンを批判し他に反スターリン派を探し続けていたので（内務人民委員部がブハーリンの電話を盗聴していた）、スターリンはブハーリンの悔恨が本心でないことを知っていた。1936年8月に処刑される少し前にカーメネフとジノヴィエフは裁判中にブハーリンを裏切り者と公然と非難した。1936年12月の中央委員会総会でエジョフはブハーリンとアレクセイ・ルイコフを裏切り者と告発した。ブハーリンとルイコフはスターリンに対して共謀したと自白し、元内務人民委員部長官ヤゴーダも処刑された同じ日の1938年3月15日に処刑された。
その後エジョフによる過度な粛清で国家の機能に大きなダメージがもたらされると、スターリンは結局彼に敵意を示した。1938年4月にエジョフを水運担当コミッサールに任命した（同様の降格は解任される少し前にエジョフの前任者ヤゴーダに起きていた）。スターリンは内務人民委員部のエジョフの息がかかった者の処刑を命じ始めた。政治局員も公然とエジョフが指揮する内務人民委員部の逸脱行為を非難し始め、全てはエジョフがスターリンのお気に入りではなくなってきたことの徴候を示した。エジョフはアルコール依存に陥り神経的に参ってしまい、1938年11月23日に内務人民委員部長官を辞任した。エジョフの後任の内務人民委員部長官はラヴレンチー・ベリヤであった。エジョフは1940年2月4日に処刑された。
トロツキー派の歴史学者ヴァディム・ロゴヴィンによるとスターリンもそれぞれの国の社会主義化を導ける数千人の外国の共産主義者を抑圧した。ドイツ共産党中央委員会の16人の委員がスターリンのテロの犠牲者になった。抑圧的対策はハンガリー共産党やユーゴスラビア共産主義者同盟、ポーランド共産党に対しても行われた。

## 史学史
西側の史学史ではスターリンは近現代史で最悪かつ最高の悪名高い人物の一人とみなされている。史学史家で歴史家のアイザック・ドイッチャーはスターリン主義の全体主義の性質と「社会主義の感化」への抑圧を強調した。絶対的な権力を掌握する能力は歴史的な議論の主題であり続けている。一部の歴史家は成功したのは主に個人的な性質によるものとしている。反対にトロツキーのような政治思想家はスターリンにとっての権力基盤となるソビエトの官僚制度の発展を促進する外的条件の役割を強調している。他の歴史家はソビエト連邦で指導者に台頭する上で主要な要因であるウラジーミル・レーニンやヤーコフ・スヴェルドロフのような著名なボリシェヴィキの若死にを注視している。ある程度スヴェルドロフは初代党書記局議長を務め書記長職への当然の候補とみなされたことによる。
トロツキーは書記長に任命されたことをグリゴリー・ジノヴィエフの当初の要請のせいにした。この見方は数人の歴史家から支持されてきた。ロシアの歴史家ヴァディム・ロゴヴィンによると、スターリンが書記長に選出されたのは健康状態が悪いためにレーニンが時折党大会の12の分科会の内の4つしか参加しなかった第11回党大会（1922年3月-4月）の後の出来事であった。